# Kanton Lille-Sud-Ouest
Der Kanton Lille-Sud-Ouest war bis 2015 ein französischer Wahlkreis im Arrondissement Lille, im Département Nord und in der Region Nord-Pas-de-Calais. Vertreter im Generalrat des Departements war zuletzt von 1998 bis 2015 Patrick Kanner.
Der Kanton Lille-Sud-Ouest hatte 45.048 Einwohner (Stand: 1. Januar 2012).
Er umfasste einen Teil des Stadtgebiets von Lille.